# Hieronymus Sweerts
Hieronymus Sweerts (?, gedoopt 2 december 1629 – Amsterdam, 1696) was een zeventiende-eeuwse dichter en boekhandelaar te Amsterdam. Hij publiceerde ook onder het pseudoniem Jeroen Jeroense of onder Hippolytus de Vrye. Zijn naam wordt ook wel gespeld als Zweerts.

## Leven
Hieronymus Sweerts was de zoon van de gelijknamige schilder Hieronymus Sweerts en de kleinzoon van graveur/tekenaar en plantenkenner Emanuel (of Manuel) Sweerts uit Zevenbergen. Hij werd opgeleid in het drukkersvak bij zijn oom Paulus Aertsz van Ravesteyn (echtgenoot van zijn vaders zuster Elisabeth) en werd in 1664 in het boekverkopersgilde opgenomen.
Hieronymus Sweerts drukte een grote variëteit aan werken: bijbels, religieuze werken, staatkundige en didactische verhandelingen, fabels, een prentenboek over Amsterdam, losse prenten, poëzie en proza. Zijn zoon Cornelis Sweerts zette de zaak, aan het Singel in Amsterdam, later voort.
Sweerts hertrouwde in 1677 en in 1680. Hij was een van de "veertien Digters of Liefhebbers der Poëzy" die in 1679 Vondel ten grave droegen. De laatste jaren van zijn leven was hij ziek en bijna blind.

## Schrijverschap
Hieronymus Sweerts schreef een groot aantal (vaak geestige of kluchtige) gedichten (samen zo'n 900 bladzijden) en een aantal andere werken. Enkele losse gedichten verschenen tijdens zijn leven in druk. Na zijn dood heeft zijn zoon Cornelis Sweerts zijn gedichten verzameld en uitgegeven onder de titel Alle de gedichten (1697).
Sweerts bewoog zich in de literaire kring die zich verzette tegen de streng-classicistische opvattingen van het Amsterdamse kunstgenootschap Nil Volentibus Arduum. Hij was bevriend met David Questiers (broer van Catharina Questiers), Willem Schellinks, Dirk Schelte en Goudina van Weert. Katharyne Lescailje schreef een drempeldicht voorin zijn verzameld werk.

## Gedicht van Hieronymus Sweerts
Vergelyking van Christus en de paus

De Heer hier op een Ezel rijdt,

De Knecht te Paart, vol kostelykheyt.

De Heer die draagt een Doorne-kroon,

De Knecht een Goudene zeer schoon.

De Heer was arm op dezer aardt,

De Knecht veel gelt en goet vergaart.

De Heer had niets waar 't hooft op rust,

de Knecht die draagt men daar 't hem lust.

De Heer wiesch sijner knechten voet,

De Knecht sijn voet men kussen moet.

De Heer die droeg hier schand' en spot,

De Knecht die eert men als een Godt.

De Heer die gaf gena om niet,

De Knecht men die verkoopen ziet.

Wel merkt hier uit hoe Knecht en Heer,

Verscheelt in Leven en in Leer.

En zegt eens zonder arg of list,

Wie is de rechte Tegen-Christ.

(In: Alle de gedigten, 1697)

## Uitgaven (selectie)
- De Tien Vermakelikheden des Houwelyks. Spots-gewijze beschreven door Hippolitus de Vrye, Weduwenaer (Amsterdam, Jeroen Jeroensz., 1678)
- Koddige en ernstige opschriften luyffens, wagens, enz.. Onder pseudoniem Jeroen Jeroense.
- Alle de gedigten (Cornelis Sweerts, Amsterdam, 1697).